# Taryn Suttie
Taryn Suttie, född 7 december 1990, är en friidrottare från Kanada. Hon deltog vid olympiska sommarspelen 2016.